# أصحاب الفيل
أصحاب الفيل هم جيش من المسيحيين الإثيوبيين بقيادة أبرهة الأشرم الحبشي. ووفقًا للقصة، وقع هذا الحدث في عام مولد النبي محمد، وسُمي هذا العام "بعام الفيل". وقد ورد ذكر هذه القصة في سورة الفيل من القرآن الكريم.

## القصة
في منتصف القرن السادس، بنى أبرهة، الحاكم المسيحي لأثيوبيا، كنيسةً مهيبةً في صنعاء، تُعرف باسم "الكُلِّيز"، بهدف إبعاد العرب عن تبجيل الكعبة. كان يأمل أن يحجوا إليها، لكنهم استمروا في تبجيل الكعبة. ثم قرر أبرهة هدم الكعبة وزحف بجيوشه إلى مكة. ولترهيب أهل مكة، كان لديه فيل واحد ضخم في جيشه. ولهذا السبب، سُمي العام الذي وقعت فيه هذه الأحداث "عام الفيل".
فشل المكيون في تنظيم مقاومة لجيش أبرهة. وعند اقترابهم من المدينة، استولت القوات على قطيع ماشية جد النبي محمد، عبد المطلب. وعندما جاء عبد المطلب، زعيم قريش، للتفاوض مع أبرهة، رأى تصميمه على هدم الكعبة، ولإيمانه قال إن للبيت رب يحميه فعاد وغادر المدينة مع جميع سكانها. واستقر المكيون على الجبل.
عندما حرّك أبرهة قواته إلى المدينة، ظهر سرب من الطيور السوداء (الأبابيل) في السماء وبدأ يرميهم بالحجارة. ووفقًا للقصة، تسببت الحجارة المتساقطة في تقرحات في جلد الجنود، مما زاد من حدتها وأثر عليهم. وهكذا، اضطرت القوات إلى التراجع. وكان من بين القتلى أبرهة نفسه. وهكذا أنقذ الله الكعبة ومكة من الدمار.

## ملحوظات
1. ↑  قالب:Коран
2. 1 2 3  Али-заде 2007.

## الأدب
- Ализаде А. А. Асхаб аль-Филь // Исламский энциклопедический словарь. — М. : Ансар, 2007. — ISBN 978-5-98443-025-8. (CC BY-SA 3.0)
- Shahīd, Irfan. "People of the Elephant". Encyclopaedia of the Qurʾān. Georgetown University, Washington DC, Brill. {{استشهاد بكتاب}}: تجاهل المحلل الوسيط |agency= لأنه غير معروف (مساعدة)